# Đô la Morgan
Đô-la Morgan là đồng đô-la Mỹ được đúc từ năm 1878 đến năm 1904, và một lần nữa trong 1921. Đây là đồng đô-la bạc chuẩn đầu tiên được đúc từ khi sản xuất thiết kế trước đó, đồng đô-la Seated Liberty, đã được chấm dứt do sự ra đời của Đạo luật Tiền Xu 1873, cũng kết thúc giá tự do của bạc. Đồng xu được đặt tên theo người thiết kế, Trợ lý Khắc Kho bạc Hoa Kỳ George T. Morgan. Mặt phải mô tả một hồ sơ chân dung đại diện cho Liberty, còn mặt ngược lại mô tả một con đại bàng với đôi cánh dang ra.
Đồng đô-la này được luật Bland-Allison cho phép. Sau khi thông qua dự luật năm 1873, đem lại lợi ích khai thác vận hành để phục hồi lại thị trường bạc tự do, điều này đòi hỏi Sở đúc tiền (Kho bạc) phải sử dụng tất cả bạc được khai thác và chế tác vào đồng xu. Thay vào đó, Đạo luật Bland-Allison đã được thông qua, điều này đòi hỏi Kho bạc phải mua khoảng từ hai đến bốn triệu đô-la bạc theo giá trị thị trường được quy đổi thành đô-la mỗi tháng. Năm 1890, đạo luật Bland-Allison đã bị bãi bỏ bởi đạo luật mua bán bạc Sherman, đòi hỏi Kho bạc phải mua 4.500.000 cân ounce (140 tấn) bạc mỗi tháng, nhưng chỉ được phép phát hành thêm một khoản giới hạn đồng bạc mới cho một năm. Đạo luật này, một lần nữa, được bãi bỏ 1893.
Năm 1898, Quốc hội Mỹ phê chuẩn một dự luật đòi hỏi tất cả vàng thỏi còn lại được mua theo Đạo luật mua bán bạc Sherman được quy thành đô-la bạc. Khi những khoản dự trữ bạc này đã cạn kiệt vào năm 1904, Kho bạc đã ngừng sản  đồng đô-la Morgan. Đạo luật Pittman, thông qua năm 1918, cho phép nấu chảy và tái xuất hàng triệu đô-la bạc. Căn cứ vào đạo luật này, đô-la Morgan đã tiếp tục được dùng trong năm 1921. Sau đó cùng năm, thiết kế này đã được thay thế bằng đồng đô-la Peace (Hòa bình).
Trong những năm 1960, một số lượng lớn đô-la Morgan cất giấu được phát hiện ở hầm của Kho bạc, giải thích vấn đề kham hiếm của đồng tiền. Các cá nhân bắt đầu việc mua với số lượng lớn đồng bạc theo mệnh giá, và cho đến khi Kho bạc không còn cấp giấy chứng nhận cho đồng bạc. Đầu những năm 1970, các Kho bạc tiến hành một bán hàng loạt đồng đô-la bạc đúc tại Carson City qua cơ quan Quản lý Dịch vụ công. Vào năm 2006, thiết kế mặt sau của đồng Morgan được sử dụng trên đô-la bạc, là vật lưu niệm trong dịp kỉ niệm tòa nhà Kho bạc San Francisco.